# 鉄東路駅
鉄東路駅（てつとうろ-えき）は中華人民共和国天津市河北区に位置する天津地下鉄3号線の駅。

## 駅構造
- 島式ホーム1面2線の地下駅で、ホームドア完備。出口はA、Dの2箇所ある。

## 歴史
- 2012年10月1日 - 開業。[1]

## 隣の駅
■天津地下鉄3号線
北駅 - 鉄東路駅 - 張興荘駅